# Římskokatolická farnost Paršovice
Římskokatolická farnost Paršovice je územní společenství římských katolíků s farním kostelem svaté Markéty v děkanátu Hranice.

## Historie farnosti
Již v 11. století zde stál dřevěný kostel – jeden z nejstarších kostelů v okolí, v období reformace přeměněný na českobratrský, poté opět na katolický. Nový kostel z roku 1826 v létě roku 1900 vyhořel a zásluhou faráře P. Antonína Sehnala (1861-1937) znovu vybudován. Olomoucký arcibiskup František Saleský Bauer dne 22. 7. 1906 kostel benedikoval.

## Duchovní správci
Současným duchovním správcem je od července 2017 je jako administrátor excurrendo R. D. Mgr. Josef Červenka.

## Bohoslužby
| Kostel        | Místo     | Bohoslužba (den) | Hodina     | Poznámka     |
| ------------- | --------- | ---------------- | ---------- | ------------ |
| svaté Markéty | Paršovice | neděle čtvrtek   | 9.10 17.00 | farní kostel |

## Aktivity ve farnosti
Ve farnosti se pravidelně̟ koná tříkrálová sbírka. V roce 2017 se vybralo více než 13 000 korun. O rok později dosáhl výtěžek sbírky 14 150 korun.
V květnu 2017 udílel ve farnosti svátost biřmování olomoucký arcibiskup Jan Graubner.